# Iñaki López Roldán
Iñaki López Roldán (Portugalete, 4 d'agost de 1973) és un periodista espanyol, que ha exercit la major part de la seva carrera professional en programes del grup EITB, la radiotelevisió pública basca. El seu reconeixement en el panorama nacional es deu a l'espai La Sexta Noche. Ha estat guardonat amb l'Antena de Oro 2018.

## Formació
Iñaki López es llicencià en Periodisme a la Universitat del País Basc l'any 1996, però ja des de 1993 compagina els seus estudis amb la presentació de diversos programes en les emissores locals Telebilbao i Radio Nervión.

## Trajectòria televisiva

### TeleBilbao[calcitació]
Les seves primeres aparicions consistien en preguntes de carrer, càmera i micròfon en mà recorria els carrers de Bilbao preguntant al ciutadà. Copresentà durant diverses temporades el programa Radio a la vista i també participà en el magazín tertulià Kapital Vip.
El 1996 presentà el programa Que te doy con el pico de la plancha, programa de debat amb trucades del públic i uns 6 debatents, on es discutia sobre diferents temes com l'Església, el sexe, etc., i on un dels convidats va ser l'actor i productor porno Torbe.

### ETB
El 1999 fa el salt a ETB2 de la mà d'Antxon Urrosolo, amb qui col·labora en el programa 100% vascos. En aquest mateix any, acompanya Emma García en la conducció del magazín El submarino amarillo.
Poc després, s'incorpora a la plantilla de la productora K2000 com a col·laborador a Lo que faltaba, programa presentat per Yolanda Alzola i Txetxu Ugalde, que es manté en antena fins a abril de 2004.
Entre 2001 i 2003, a més, la cadena li encarrega la presentació, al costat d'Adela González, del magazín de sobretaula Mójate, que substitueix Lo que faltaba durant els mesos d'estiu.
En 2003, després de deixar Lo que faltaba, estrena en solitari amb Buen rollito, programa de vídeos que compagina amb el late show La gran evasión, presentat per Carlos Sobera i produït per El Terrat per a ETB2. Quan Sobera abandona el projecte, la cadena decideix adaptar el programa, que passa a dir-se Algo pasa con López, i que continua en antena fins a estiu de 2004.
Des del mes de maig de 2004 fins al 12 de febrer de 2010 López copresentà al costat d'Adela González el magazín d'actualitat en directe Pásalo. Va ser un format nou pel qual van passar vuitanta col·laboradors. No estaven lligats necessàriament als mitjans de comunicació i representen a les diverses sensibilitats sociopolítiques del País Basc i de Navarra.
En un primer moment, la periodista Adela González anava a ser l'encarregada de presentar el programa en solitari, però finalment, la productora va acordar la incorporació d'Iñaki López, en qualitat de copresentador. Es va aconseguir la xifra de 1.418 programes.
Des del 25 de gener de 2010 Iñaki López presentava els debats del dilluns de l'esdevingut en el programa El Conquistador del Fin del Mundo. L'acompanyaven en el programa Berta López i Maldo.
En 2014 va tornar a ETB amb el programa Iñaki & Cía en el qual realitza entrevistes a diverses celebritats.

### Cuatro
En març de 2010 s'anuncia el fitxatge d'Iñaki López per Mediaset per la conducció del concurs de nova creació Justo a Tiempo a Cuatro. El divendres 23 d'abril de 2010 es retira de la programació per no aconseguir els objectius d'audiència.

### La Sexta
Al desembre de 2012 es va fer públic que La Sexta estava buscant un debat per a la nit dels dissabtes i va fitxar Iñaki López, juntament amb Andrea Ropero.
L'1 de juliol de 2017 va retransmetre la manifestació i la desfilada del World Pride Madrid 2017 al costat de Cristina Pardo.
Presentà les campanades de Nit de cap d'any de 2017 i 2018 al costat de Cristina Pardo.

#### LaSexta Noche
La Sexta Noche és un programa que aborda l'actualitat social de la setmana amb taules de debat polític i social en les quals, cada setmana, un ampli ventall de tertulians se senti per a analitzar des de diferents punts de vista l'actualitat més recent. Aquestes taules de debat estan al seu torn acompanyades de peces editades i de reportatges de recerca en els quals el propi presentador surt al carrer per a viure i recollir en primera persona els testimoniatges dels protagonistes. A més, el públic que assisteix al plató també té la paraula tenint l'oportunitat d'opinar sobre els temes que es posen sobre la taula, encara que també és important la participació del públic a través de les xarxes socials i dels especialistes i experts, que també ofereixen el seu particular punt de vista.

## Vida personal
Actualment és la parella d'Andrea Ropero amb qui copresenta LaSexta Noche des de 2013. En setembre de 2017 la parella va tenir el seu primer fill, anomenat Roke.